# Tachi
Il tachi (太刀?, tachi) è una spada giapponese, usata prevalentemente in cavalleria, più curva e più lunga dell'uchigatana utilizzata in fanteria.
Lo stile tachi venne abbandonato a favore dell'uchigatana. I daitō (spade lunghe) che anticipano il periodo dell'uchigatana hanno una lunghezza della lama di circa 78 cm, superiore a quella dell'uchigatana che arriva a circa 70 cm.
Rispetto al modo tradizionale di indossare la katana, il tachi si aggancia all'obi (cintura) con il filo della lama rivolto verso il basso, in quanto doveva essere estratta comodamente da cavallo, mentre l'uchigatana, viene riposta nel fodero con il filo verso l'alto per non consumarlo.
Se vi sono variazioni sulla lunghezza media del tachi, vengono aggiunti i prefissi ko- se è "più corta" e ō- se è "più lunga". Per esempio, tachi che erano shōtō e la cui lunghezza era vicina ad un wakizashi venivano chiamati kodachi. Il tachi esistente più lungo (risale al XV secolo ōdachi) ha una lunghezza totale superiore ai 3,7 m (2,2 m di lama) ma ha una funzione cerimoniale. Durante l'anno 1600, i vecchi tachi vennero tagliati e convertiti in uchigatana. La maggior parte delle lame tachi che vennero tagliate ora sono o-suriage, così è raro trovare degli originali marchiati ubu tachi.

## Uso
Il tachi è stato utilizzato principalmente a cavallo, in cui veniva impiegato efficacemente per debellare la fanteria nemica. In ogni caso, anche sul terreno si dimostrava un'arma efficace, ma scomoda da utilizzare. Questo è il motivo per cui il suo compagno, il uchigatana, venne sviluppato.

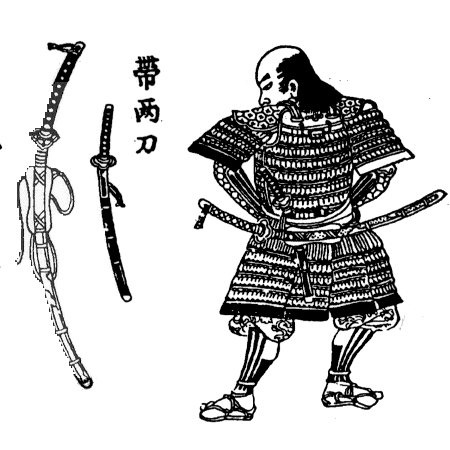
Samurai che indossa un tachi

È stato il predecessore dell'uchigatana come la lama da battaglia del bushi (classe guerriera) feudale giapponese, e successivamente venne utilizzato per altri scopi. Tachi e uchigatana sono stati spesso distinti l'uno dall'altro solo per il modo con cui sono stati indossati e dagli accessori per le lame. 
È stato durante l'invasione mongola che il tachi ha mostrato i propri punti deboli, il che ha portato allo sviluppo dell'uchigatana.
Nella storia feudale giapponese più recente, durante i periodi Sengoku e Edo, alcuni guerrieri di alto rango facenti parte di quella che sarebbe diventata la classe dirigente iniziarono ad indossare la loro spada nello stile tachi (con la lama verso il basso), piuttosto che nello stile saya (fodero), infilata nella cintura con la lama verso l'alto.

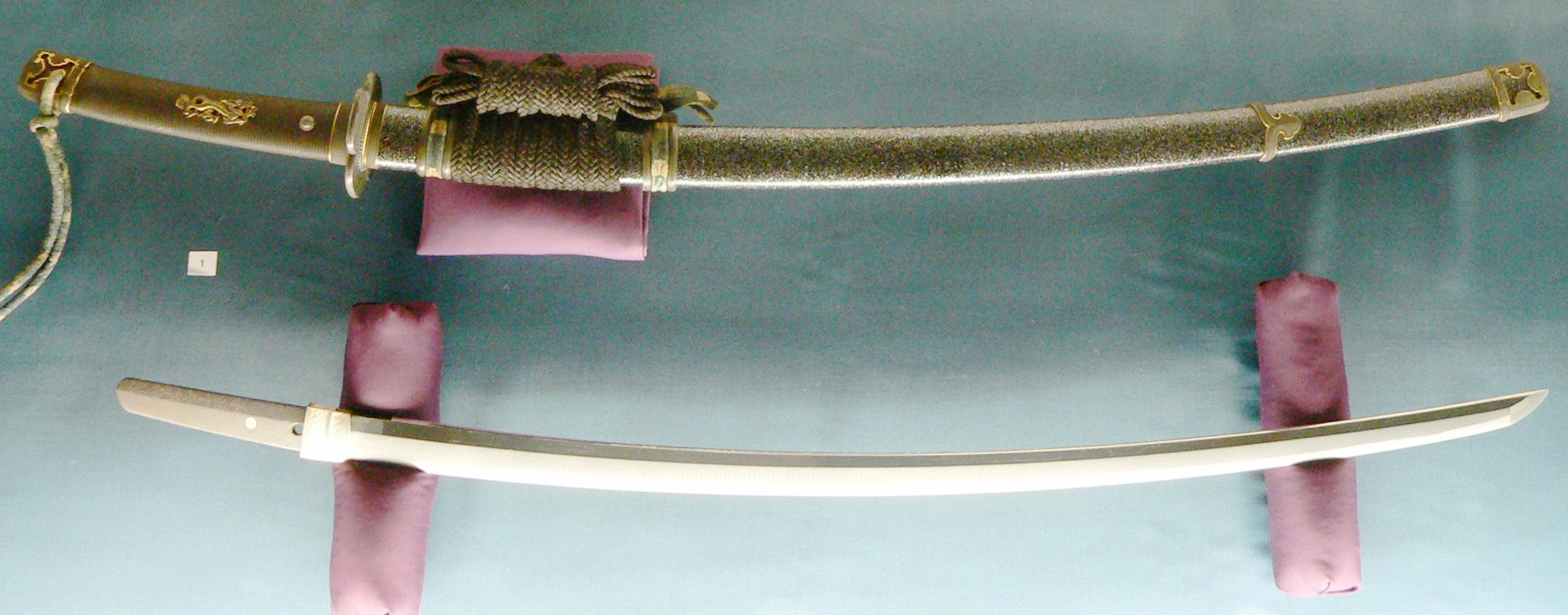
Tachi forgiata da Bishu Osafune Sukesada nel XII anno dell'era Eishō, un giorno di febbraio (1515, Muromachi)